# Ivan Kardum
Ivan Kardum (Osijek, 18. srpnja 1987.) hrvatski je nogometni vratar.
Ivan Kardum je hrvatski nogometaš. Trenutačno igra za FK Sūduva Marijampolė. Igra na poziciji vratara. 
Od 2004. godine nastupa za hrvatsku U-19 reprezentaciju te za nju bilježi 11 nastupa. Debitirao je u 1. HNL 25. srpnja 2009. protiv Hajduka i taj susret je završio rezultatom 1:1. U sezonama 2009./2010. i 2010./2011. skupio je maksimalnu minutažu odigravši sve utakmice.

## Klupski uspjesi
Sūduva
- A Lyga (3): 2017., 2018., 2019.
- Litavski nogometni superkup (2): 2018., 2019.

## Vanjske poveznice
- Nogometni-magazin: statistika
- Hrvatski nogometni savez: statistika